# Уотсон, Альберт
Альберт Уотсон (англ. Albert Watson; род. 1942, Эдинбург) — известный британский фотограф, известный своими работами с популярными моделями и звёздами шоу-бизнеса и художественной фотографией, чьи фотографии представлена в галереях и музеях по всему миру.

## Биография
Родился в Эдинбурге в семье учителя физкультуры. Его детство прошло Пеникуике. Учился в Школе Рудольфа Штайнера в Эдинбурге и средней школе в Ласваде, а затем проходил обучение в Колледже искусства и дизайна в Данди и Королевском колледже искусств в Лондоне.
В 1994 году опубликовал свою первую книгу «Циклоп».
С середины 1970-х годов он выполнил более 100 обложек Vogue и 40 обложек журнала Rolling Stone по всему миру. Photo District News назвала Уотсона одним из 20 самых влиятельных фотографов всех времён наряду с Ричардом Аведоном и Ирвином Пенном среди прочих . Уотсон получил многочисленные награды, в том числе Столетнюю медаль Королевского фотографического общества и почётную стипендию в знак признания устойчивого и значительного вклада в искусство фотографии в 2010 году. Королева Елизавета II наградила Уотсона орденом Британской империи (OBE) в июне 2015 года за «заслуги в области фотографического искусства».